# آوالا-یلیماپو
آوالا-یلیماپو (به فرانسوی: Awala-Yalimapo) یک کمون در فرانسه است که در Canton of Mana واقع شده‌است. آوالا-یلیماپو ۱۸۷٫۴ کیلومتر مربع مساحت دارد.